# エネルギー増倍率
エネルギー増倍率（エネルギーぞうばいりつ、Fusion_energy_gain_factor）、核融合エネルギー増倍率（かくゆうごうエネルギーぞうばいりつ）とは、通常Qという記号で表され、核融合炉で生成される核融合出力と、プラズマを定常状態に維持するのに必要な出力の比である。
Q値と呼ばれる。

## 解説
核融合反応によって放出される出力と必要とされる加熱出力が等しくなるQ = 1の状態はブレークイーブン、あるいは資料によっては科学的ブレークイーブンと呼ばれる。
核融合反応によって放出されたエネルギーは、燃料に吸収され、自己加熱に繋がる可能性がある。ほとんどの核融合反応は、エネルギーの少なくとも一部はプラズマ内に閉じ込められずに外部に放出されるため、Q = 1の系は外部からの加熱がないと冷却されることになる。典型的な核融合燃料では、少なくともQ ≈ 5を超えないと、自己加熱が外部加熱と同程度にならないだろう。Qがこの点を超えて上昇すれば、自己加熱の増大により、最終的には外部加熱の必要性がなくなる。この時点で反応は自立的に維持できるようになり、イグニッション（点火）と呼ばれる状態になり、一般に、実用的な核融合炉の設計としては非常に望ましいとされている。イグニッションは無限のQに相当する。
その後、いくつかの関連用語が核融合の辞書に載るようになった。 燃料に吸収されなかったエネルギーは、外部で回収して電気を作ることができる。その電気は、プラズマを運転温度まで加熱するのに使うことができる。このように自力で電力を供給するシステムは、工学的ブレークイーブンで運転されているとされる。工学的ブレークイーブンを超えて稼働している場合、消費量よりも多くの電力を生産し、その余剰分を売ることができる。運転コストを賄うだけの電力を販売できるものは、経済的ブレークイーブンと呼ばれることがある。さらに実験段階では、核融合の燃料、特にトリチウムが非常に高価であるため、水素や重水素だけを使って行われる。これらの燃料で運転され、トリチウムが導入された場合にはブレークイーブンの条件に達するだろう炉は、外挿ブレークイーブンにあると言われる。
1997年以来20年以上、Q の記録はJETのQ = 0.67であった。Qext（重水素ガスの実験から外挿したQ値）の記録はJT-60が保持しており、Qext = 1.25で、JETの以前のQext = 1.14をわずかに上回った。2022年12月、国立点火施設は2.05 MJのレーザー加熱から3.15 MJの出力でQ = 1.54に達し、2023年現在も記録を保持している。

## 概念
Q  は単に、炉内で核融合反応によって放出されるパワーPfusと、通常の運転状態で供給される一定の加熱パワーPheatとの比である。定常運転ではなく、パルス運転を行う設計の場合、生成されたすべての核融合エネルギーをPfusとし、パルスを生成するために消費されたすべてのエネルギーの合計をPheatとすることで、同じ計算を行うことができる。 しかし、パワー損失を考慮したブレークイーブンの定義もいくつかある。

### ブレークイーブン
1955年、ジョン・ローソンがエネルギーバランスのメカニズムを初めて詳細に研究し、当初は機密扱いだったが、1957年の有名な論文で公表した。この論文で彼は、特にハンス・サーリング、ピーター・トーネマン、そしてリチャード・ポストによる総説など、それ以前の研究者による研究を発展させ、さまざまなメカニズムによって失われるパワーの量を詳細に予測し、反応を維持するために必要なエネルギーと比較した。このバランスは今日、ローソン条件として知られている。
成功した核融合炉の設計では、核融合反応によってPfusと呼ばれるパワーが生成される。また、このエネルギーの一部、Plossがさまざまなメカニズムによって失われるが、そのほとんどが、燃料の炉壁へ対流と、さまざまな形での輻射である。反応を継続させるためには、システムはこれらの損失を補うために追加熱を行わなければならない。そしてPloss = Pheatのとき熱平衡を保つ。
ブレークイーブンの最も基本的な定義は、Q = 1である。つまり Pfus = Pheatである。
同様の用語と区別するために、この定義を科学的ブレークイーブンと呼ぶ文献もある。 しかし、特定の分野、特に慣性閉じ込め核融合の分野で使われる。慣性装置や多くの同様の概念は、平衡を保とうとするのではなく、単に生成されたエネルギーを利用するものである。この場合、Pheatは、直接加熱であろうと、レーザーや磁気圧縮のような他のシステムであろうと、反応生成に必要なすべてのエネルギーを考慮する。

### 外挿ブレークイーブン
1950年代以降、ほとんどの商業用核融合炉の設計は、重水素と三重水素（トリチウム）を主燃料とするものであった。トリチウムは放射性物質であり、安全上の懸念となり、このような炉の設計と運転のコストを増大させる。
コストを下げるため、多くの実験装置は、トリチウムを除いた水素または重水素のみの試験燃料で運転するように設計されている。この場合、水素または重水素単独で運転した場合の性能に基づいて、D-T燃料で運転した場合に期待される性能を定義するために、外挿ブレークイーブンという用語が使われる。
外挿ブレークイーブンの記録は、科学的ブレークイーブンの記録より若干高い。JETとJT-60は、D-D燃料で運転中に1.25前後の値に達している。JETで行われたD-T燃料の実験では、最大性能は外挿値の約半分である。

### 工学的ブレークイーブン
もうひとつの関連用語である工学的ブレークイーブンは、炉からエネルギーを取り出し、それを電気エネルギーに変え、その一部を加熱システムに戻す必要性を考慮したものである。 核融合から加熱システムに電気を戻すこの閉ループは、再循環として知られている。この場合、基本的な定義は、これらのプロセスの効率を考慮するために、Pfus側に追加の用語を追加することで変更される。
D-T反応は、エネルギーのほとんどを中性子として放出し、アルファ粒子のような荷電粒子として放出される量はそれより少ない。中性子は電気的に中性であり、どのような磁気閉じ込め核融合（MCF）設計からも飛び出す。また、慣性閉じ込め核融合（ICF）設計に見られるような非常に高い密度にもかかわらず、中性子は容易に燃料の塊から抜け出す。これは、反応による荷電粒子のみが燃料内に捕獲され、自己加熱を起こすことを意味する。荷電粒子の形で放出されるエネルギーの割合をfchとすると、荷電粒子のパワーはPch = fchPfusとなる。この自己加熱プロセスが完全であれば、つまりPchがすべて燃料に吸収されれば、発電に利用できる電力は、（(1 − fch)Pfusということになる。
D-T燃料のように、実用的なエネルギーの大半を中性子が担う場合、中性子エネルギーは通常、リチウムが含まれる「ブランケット」に捕獲され、さらに炉燃料に使用されるトリチウムを生産する。様々な発熱反応や吸熱反応により、ブランケットはパワーゲイン係数MRを持つことがある。MRは通常1.1～1.3のオーダーであり、これは少量のエネルギーを追加で生成することを意味する。結果として、周囲に放出され、エネルギー生産に利用できるエネルギーの総量は、PR（炉の正味出力）と呼ばれる。
その後、ブランケットは冷却され、冷却材は従来の蒸気タービンと発電機を駆動する熱交換器で熱交換される。発電された電気は再び加熱システムに供給される。 発電チェーンの各段階には、考慮すべき効率がある。プラズマ加熱システムの場合、 効率{\displaystyle \eta _{heat}}は60から70%である。一方、ランキンサイクルに基づく最新の発電機システムの効率{\displaystyle \eta _{elec}} は、35から40%程度である。 これらを組み合わせることで、電力変換ループ全体としての正味の効率を求めることができる。その効率{\displaystyle \eta _{NPC}}は、およそ0.20から0.25である。つまり20から25%の{\displaystyle P_{R}} を再循環させることができる。
したがって、工学的ブレークイーブンに達するために必要な核融合エネルギー増倍率は、次のように定義される。:
{\displaystyle Q_{E}\equiv {\frac {P_{\text{fus}}}{P_{\text{heat}}}}={\frac {1}{\eta _{\text{heat}}\cdot f_{\text{recirc}}\cdot \eta _{\text{elec}}\cdot (1-f_{\text{ch}})}}}
どのように{\displaystyle Q_{E}}を使うのかを理解するために、20 MW、Q = 2で運転される炉を考える。. 20 MWでQ = 2であることはPheatが10 MWであることを意味する。 この20 MWのうち、約20%はアルファ粒子のエネルギーなので、これが完全に捕獲されると、4 MWのPheat が自給される。合計10MWの加熱が必要で、そのうちの4MWはアルファ化によって得られるので、残り6MWの電力が必要だ。元の出力20MWのうち、4MWが燃料に残っているので、正味出力は16MWとなる。ブランケットに対して、MR が1.15とすると、約18.4 MWのPRが得られる。 ところが、0.25という良い{\displaystyle \eta _{NPC}}を想定しても、24 MWのPRが必要となり、 Q = 2の炉は、工学的ブレークイーブンに達しない。Q = 4では、 5 MWの加熱が必要であり、 その内4 MWは核融合反応で得られるため、残り1 MWの外部加熱が必要となる。これは、18.4MWの正味出力で容易に賄える。つまり、工学的ブレークイーブンに必要なQは2から4の間である。
現実の損失と効率を考慮すると、{\displaystyle Q_{E}=1}を達成する磁気閉じ込めデバイスのQ値は5から8が一般的である。 一方、慣性装置は{\displaystyle \eta _{\text{heat}}}が劇的に低く、 従って、50から100のオーダーで、より高いQ値が必要となる。

### イグニッション（点火）
プラズマの温度が上昇すると、核融合反応の割合が急速に増加し、それに伴って自己加熱の割合も増加する。対照的に、X線のような捕獲不可能なエネルギー損失は、同じ割合では増加しない。したがって、全体的に見れば、温度が上昇するにつれて自己加熱プロセスはより効率的になり、プラズマを高温に保つために外部から必要とされるエネルギーは少なくなる。
つまり、プラズマを動作温度に保つのに必要なエネルギーはすべて自己加熱によって供給され、追加する必要のある外部エネルギーの量はゼロになる。この状態を点火という。D-T燃料の場合、エネルギーのわずか20％しかアルファとして放出されないため、プラズマを運転温度に保つのに必要なパワーの少なくとも5倍が放出されない限り、この現象は起こらない。
点火は定義上、無限のQに対応するが、磁石や冷却システムなど、システム内の他の電力消費源に電力を供給する必要があるため、frecircがゼロになるわけではない。しかし一般的に、これらのエネルギーは加熱装置のエネルギーよりもはるかに小さく、必要なfrecircもはるかに小さい。 さらに重要なのは、これがほぼ一定になる可能性が高い。つまり、プラズマの性能がさらに向上すれば、再循環ではなく、商業用発電に直接利用できるエネルギーが増えることになる。

### 商業的ブレークイーブン
ブレークイーブンの最終的な定義は商業的ブレークイーブンであり、再循環の後に残る純電力の経済価値が炉の費用を賄うのに十分な場合に成立する。 この値は、炉の建設費とそれに関連する資金調達コスト、燃料やメンテナンスを含む運転コスト、電力のスポット価格に依存する。
商業的ブレークイーブンは、炉の技術以外の要因に依存しており、工学的ブレークイーブンをはるかに超えて運転される完全な自己点火プラズマを持つ炉でさえ、採算を取るのに十分な電力をすぐには発電できない可能性がある。ITERのような主流のコンセプトがこの目標を達成できるかどうかは、その分野において議論されている。

## 実例
2023年現在研究されているほとんどの核融合炉の設計はD-T反応に基づいている。 この反応は、エネルギーのほとんどを高エネルギーの中性子1個の形で放出し、アルファ線の形ではエネルギーの20％しか放出しない。従って、D-T反応では fch = 0.2.である。つまり、自己加熱が外部加熱に匹敵するようになるのは、Q = 5のときである。
効率は、詳細設計にもよるが、効率はηheat = 0.7 (70%) 、ηelec = 0.4 (40%)の範囲である。核融合炉の目的は電力を生産することであり、電力を再循環させることではないので、実用炉ではfrecirc = 0.2程度でなければならない。もっと低い方がいいが、実現は難しいだろう。これらの値を用いると、実用的な原子炉ではQ = 22となる。
これらの値を用い、ITERについて考えると、炉は50MWの供給で500MWの核融合出力を生み出す。つまりQ = 10である。出力の20％が自己加熱だとすると、400MWが放出されることになる。ηheat = 0.7、ηelec = 0.4を仮定すると、ITERは（理論的には）112MWの加熱を行うことができる。これは、ITERが工学的ブレークイーブンで運転されることを意味する。しかし、ITERには電力取り出しシステムが装備されていないため、原型炉のような後続機が登場するまでは理論的な話にとどまる。